# Kovač planina (kod Tomislavgrada)
Kovač (ili Kovač planina) je planina u Bosni i Hercegovini.
Nalazi se sjeverozapadno od Tomislavgrada, Hercegbosanska županija. Najviši vrh planine je Orlokuk koji se nalazi na 1271 metar nadmorske visine. Na planini žive divlji konji.
U izgradnji je vjetropark do kojeg vodi put preko ove planine.